# Liparis atlanticus
Liparis atlanticus és una espècie de peix pertanyent a la família dels lipàrids.

## Descripció
- Fa 13 cm de llargària màxima.[3][4]

## Alimentació
Menja crustacis i cucs.

## Depredadors
Als Estats Units és depredat per Hemitripterus americanus.

## Hàbitat
És un peix marí, demersal i de clima temperat (60°N-41°N) que viu entre 0-415 m de fondària.

## Distribució geogràfica
Es troba a l'Atlàntic nord-occidental: des de la badia d'Ungava (el Quebec, el Canadà) fins a Nova York (els Estats Units).

## Costums
És bentònic.

## Observacions
És inofensiu per als humans.